# Constantius al III-lea
A nu se confunda cu Constantin al III-lea (împărat al Imperiului Roman de Apus)
Flavius Constantius (n. 370 d.Hr., Naissus, Imperiul Roman – d. 2 septembrie 421 d.Hr., Ravenna, Italia), cunoscut și sub denumirea Constantius al III-lea, a fost împărat al Imperiului Roman de Apus timp de șapte luni, în anul 421. 